# SuriPop XVIII
SuriPop XVIII was een muziekfestival in Suriname in 2014.
In de voorselectie koos de jury twaalf liederen. De finale werd op 1 augustus 2014 gehouden in de Anthony Nesty Sporthal (NIS) in Paramaribo. Cornelis Amafo won dit jaar de Jules Chin A Foeng-trofee met zijn lied Lobi de ete. Het werd gezongen door Dominique Ravenberg en Rodney Deekman en gearrangeerd door Robin van Geerke. Het festival werd gepresenteerd door Henk van Vliet en Odette Miranda.

## Finale
De finalisten werden in 2013 gekozen en waren als volgt:
| Nr. | Lied              | Componisten                     |
| --- | ----------------- | ------------------------------- |
| 1   | Tak nanga mi      | Harold Gessel                   |
| 2   | Lawmi             | John van Coblijn                |
| 3   | Pramis mi         | Mariella Bekker                 |
| 4   | Hori mi, brasa mi | Enashu Lie A Kwie               |
| 5   | Wang bun mati     | Stephanie de Randamie           |
| 6   | Taigi mi          | Rafick Bottse                   |
| 7   | Tijdmachine       | Wendell Gefferie en Yver Verwey |
| 8   | Wan okasi         | Sergio Emanuelson               |
| 9   | Wan tra lobi      | Shaquille Marcus                |
| 10  | Fu san 'ede       | Allison Kromodimedjo            |
| 11  | Mi dreng          | Darl Richards                   |
| 12  | Lobi de ete       | Cornelis Amafo                  |

In 2014 deed Bottse niet met Fa yu kon inimi libi mee, maar met het lied Taigi mi.

## Uitslag
De uitslag was als volgt:
1. Lobi de ete van Cornelis Amafo, gezongen door Dominique Ravenberg en Rodney Deekman
2. Fu san 'ede van Allison Kromodimedjo, gezongen door Guillermo Vaarnold
3. Taigi mi van Rafick Bottse, gezongen door Sijtske Tjon A Tjoen

I (1982) · II (1983) · III (1984) · IV (1986) · V (1988) · VI (1990) · VII (1992) · VIII (1994) · IX (1996) · X (1998) · XI (2000) · XII (2002) · XIII (2004) · XIV (2006) · XV (2008) · XVI (2010) · XVII (2012) · XVIII (2014) · XIX (2016) · XX (2018) · XXI (2022) · Kerstsongeditie (2023) · XXII (2024)